# Preziosissimo Sangue di Nostro Signore Gesù Cristo ad Appio Latino

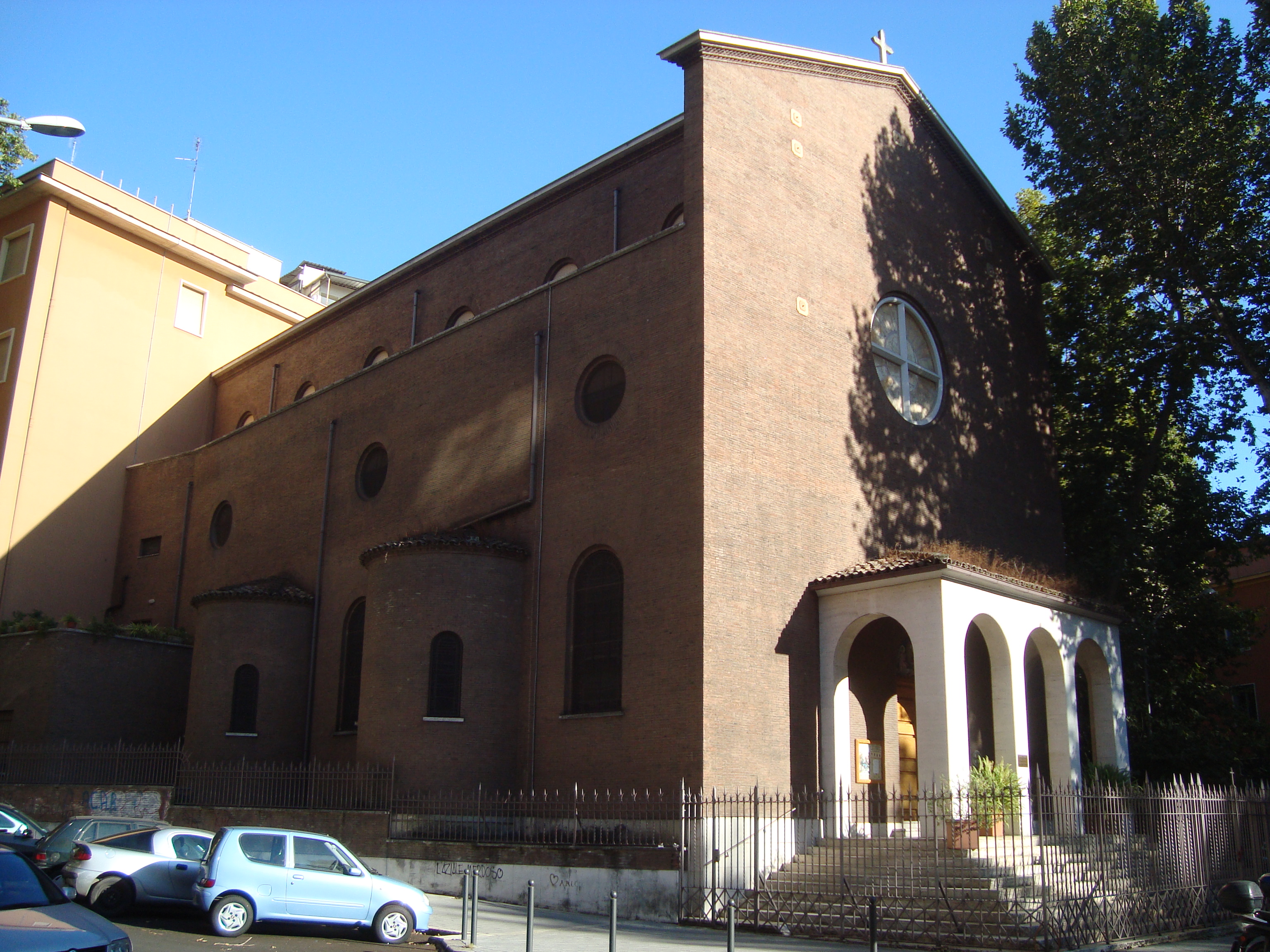
Vista do exterior.

Preziosissimo Sangue di Nostro Signore Gesù Cristo ad Appio Latino é uma igreja de Roma localizada na Via Beata Maria De Mattias, 10, no quartiere Appio-Latino, perto do Largo Pannonia. É dedicada ao Preciosíssimo Sangue de Jesus.

## História
Esta igreja foi construída entre 1940 e 1943 e seu estilo neorromânico lembra do o de Tullio Rossi, mas o autor do projeto é incerto. Ela fica anexa à cúria geral das Irmãs Adoradoras do Sangue de Cristo e é subsidiária da paróquia da igreja da Natività di Nostro Signore Gesù Cristo. Uma placa afixada no interior relembra que ela foi visitada pelo papa São João Paulo II em 14 de dezembro de 1980.

## Descrição

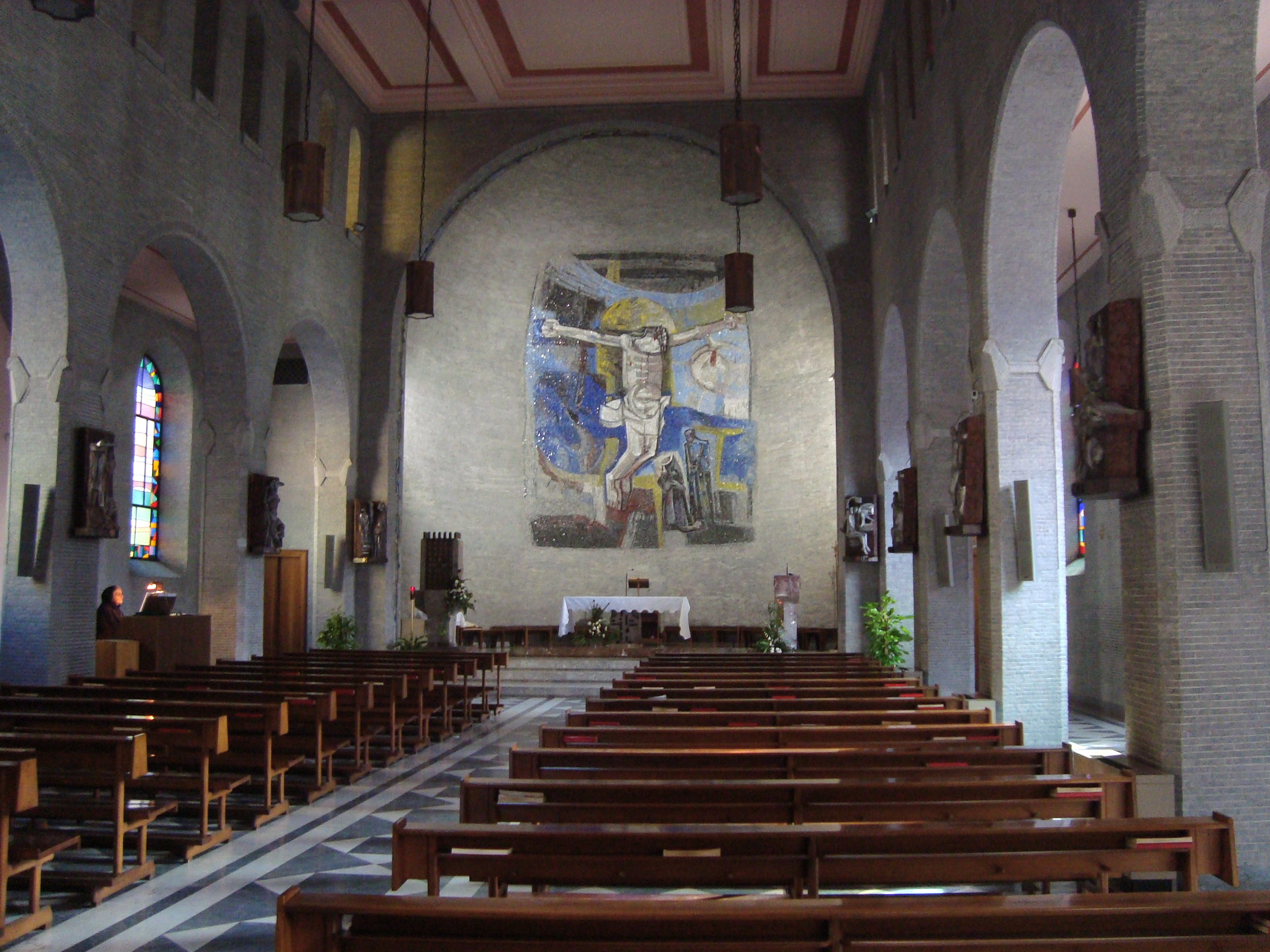
Vista do interior.

A fachada foi construída em terracota com uma janela central redonda com uma cruz grega no interior. Na frente dela está uma escadaria e um prótiro com três arcadas e pilares em travertino. Na luneta acima do portal está um mosaico representado o "Cordeiro de Páscoa com o Livro dos Sete Selos", uma referência ao livro do Apocalipse.
O interior está dividido em três nave separadas por pilares e com um matroneu de frente para a nave central. Esta termina numa abside decorada em mosaicos; nas naves laterais estão quatro capelas. Uma delas abriga as relíquias de Santa Maria De Mattias, fundadora da ordem que administra a igreja. Nas janelas, que se alternam em relação às capelas, estão vitrais de B. Nocchi representando os "Símbolos da Paixão".